# Sju Søstre
Pour les articles homonymes, voir Sept Sœurs.
Les Sju Søstre, aussi appelées en bokmål Syv Søstrene, en nynorsk Sju Systrene, toponymes norvégiens signifiant littéralement en français « Sept Sœurs », sont un ensemble de chutes d'eau de Norvège dévalant les parois du Geirangerfjord pour se jeter directement dans le fjord ; cette caractéristique en fait des chutes d'eau côtières. Elles constituent une importante attraction touristique de Norvège, notamment pour les passagers des navires empruntant le Geirangerfjord.

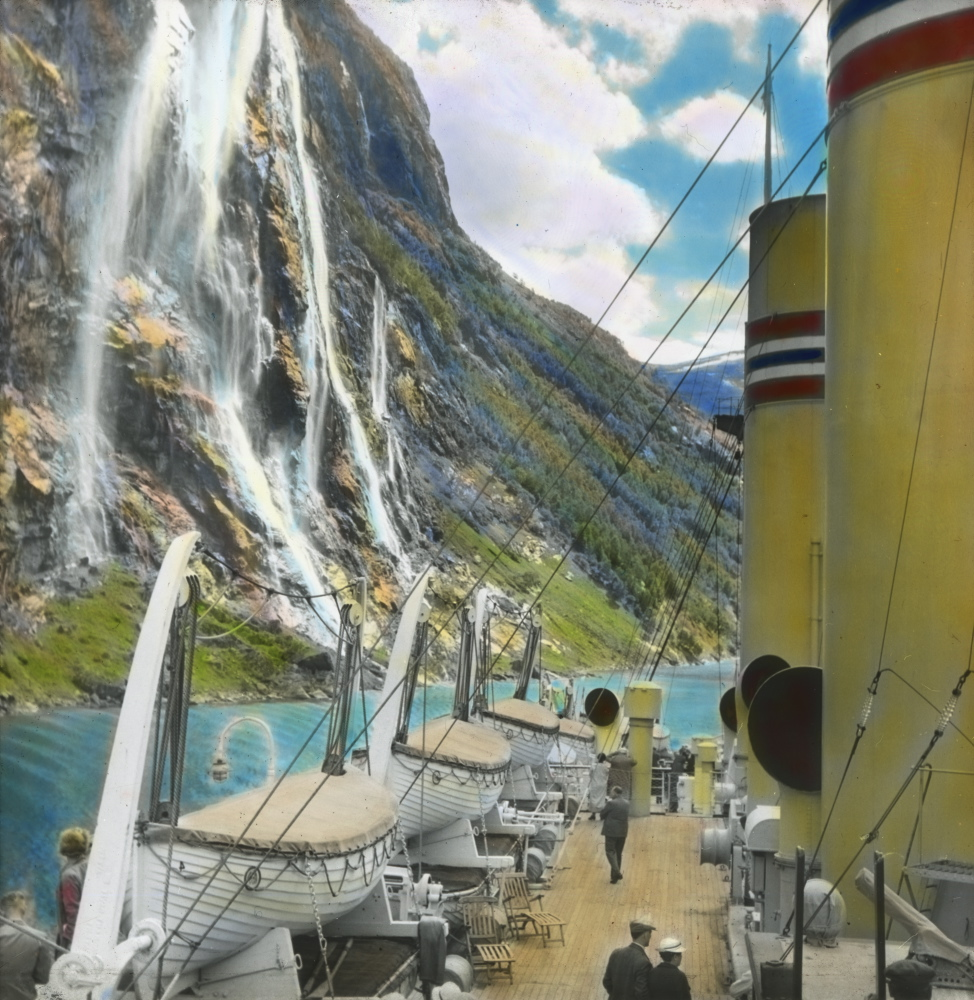
Les Sju Søstre depuis un navire vers 1900.
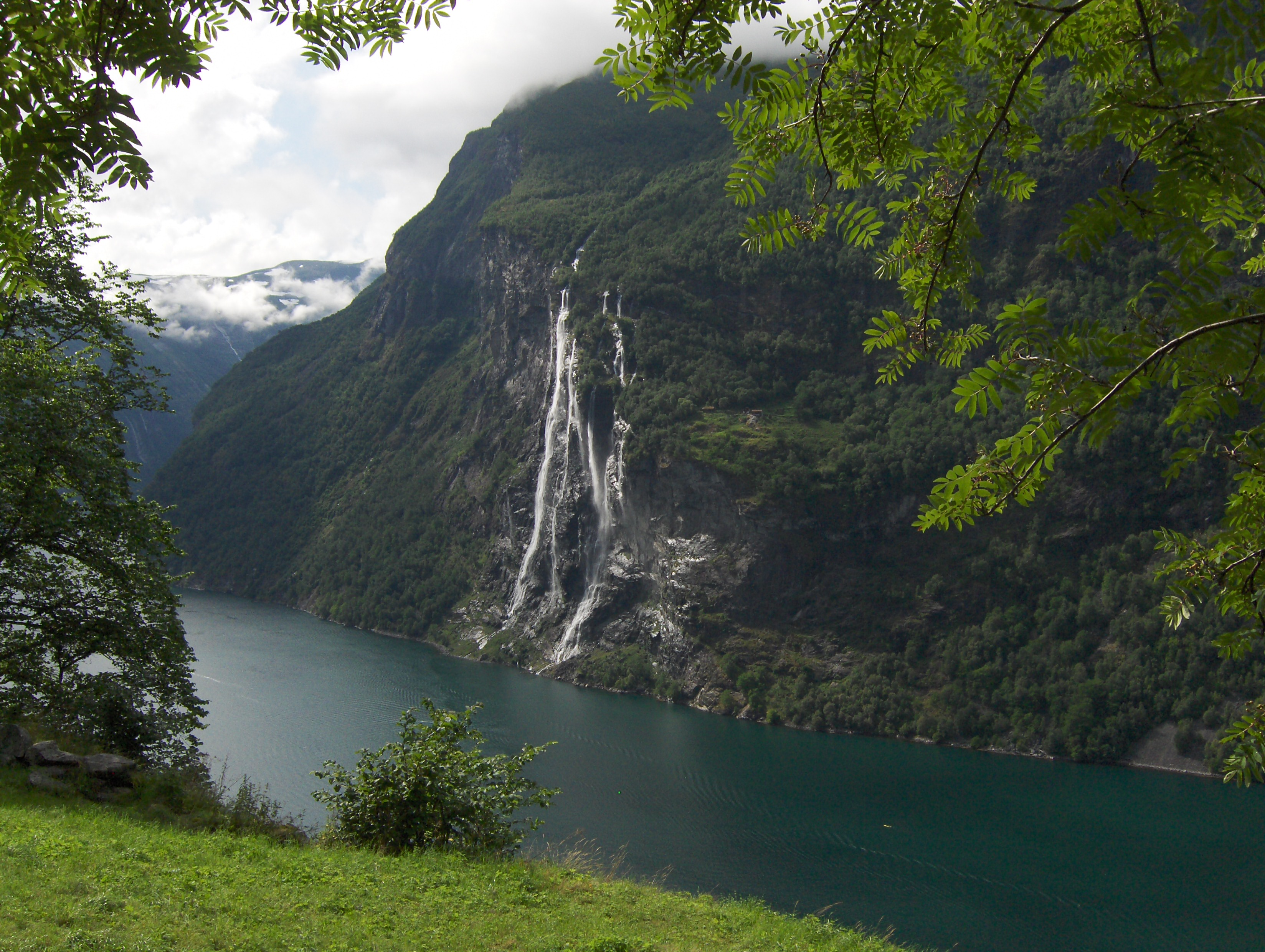
Vue depuis la paroi opposée du Geirangerfjord.